# チンチロフサゴカイ
チンチロフサゴカイ (Loimia verrucosa ) は、環形動物門多毛綱フサゴカイ目フサゴカイ科に属するゴカイの一種である。

## 形態
体は円筒形で、前半はやや太く後方にいくにつれて細くなって終わる。太い部分が胸部であり、細くなった部分からが腹部である。疣足は目立たない。体には黒っぽいまだら模様がある。
頭部からは多数の口触手が出る。触手はごく細くてよく伸び縮みし、伸びた時には体長よりはるかに長くなる。細くて白く、ピンク色の斑紋があって縞模様に見える。胸部の第二節からの三つの節からはそれぞれ一対ずつの鰓がでており、これは枝分かれして樹枝状になり、赤く染まる。

## 生態
砂粒を集めて固めた棲管の中で暮らす。往々に潮間帯の大きめの転石の下面にこのような棲管を見ることができる。本体はこの巣穴から出ず、その先端の円く開いた口から、触手を周囲の底質の上に伸ばす。この触手には溝があって繊毛がはえており、これでデトリタスを集めて食べる。いわゆる繊毛粘液摂食である。
巣穴から引っ張り出すと体をくねらせてよく泳ぐことができる。多数の長い触手を振りながら泳ぐ姿はかなり異様である。ただし短い時間に限られ、やがて底に沈むと体を丸くとぐろを巻くことが多い。

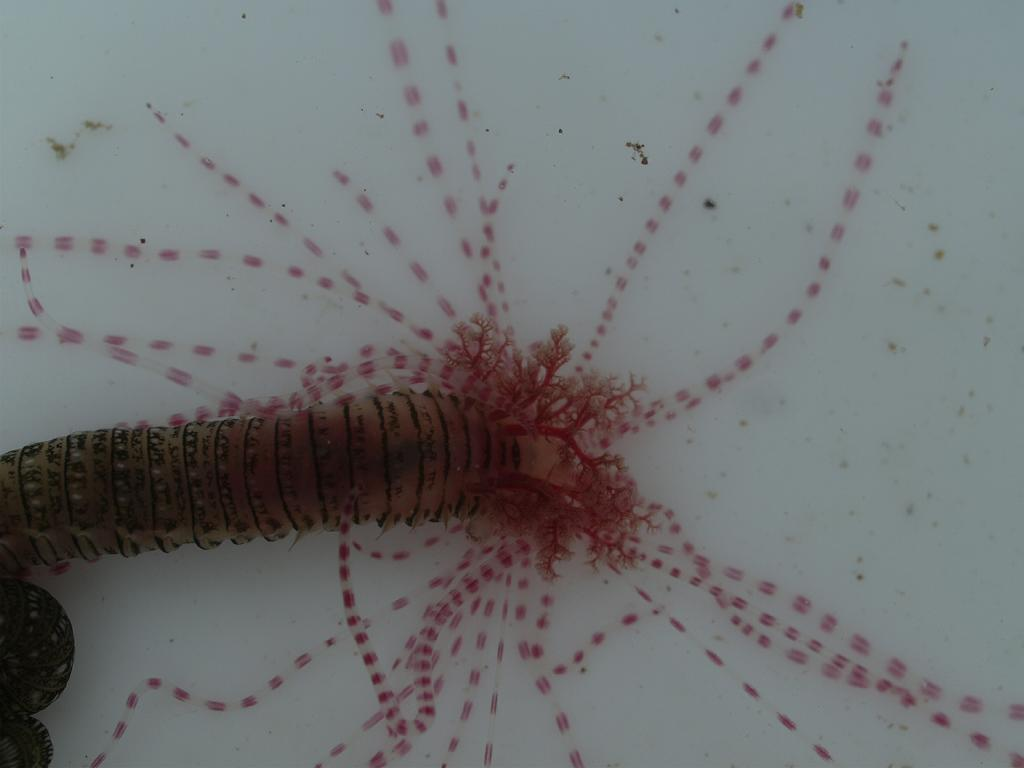
体前部
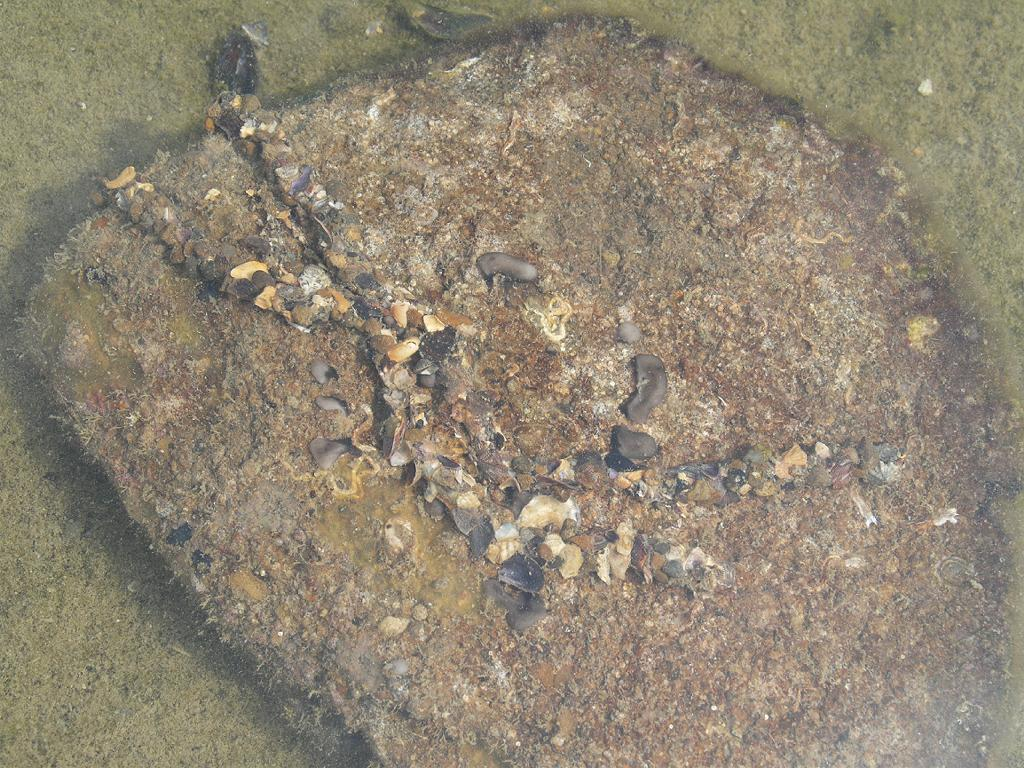
転石裏面の棲管
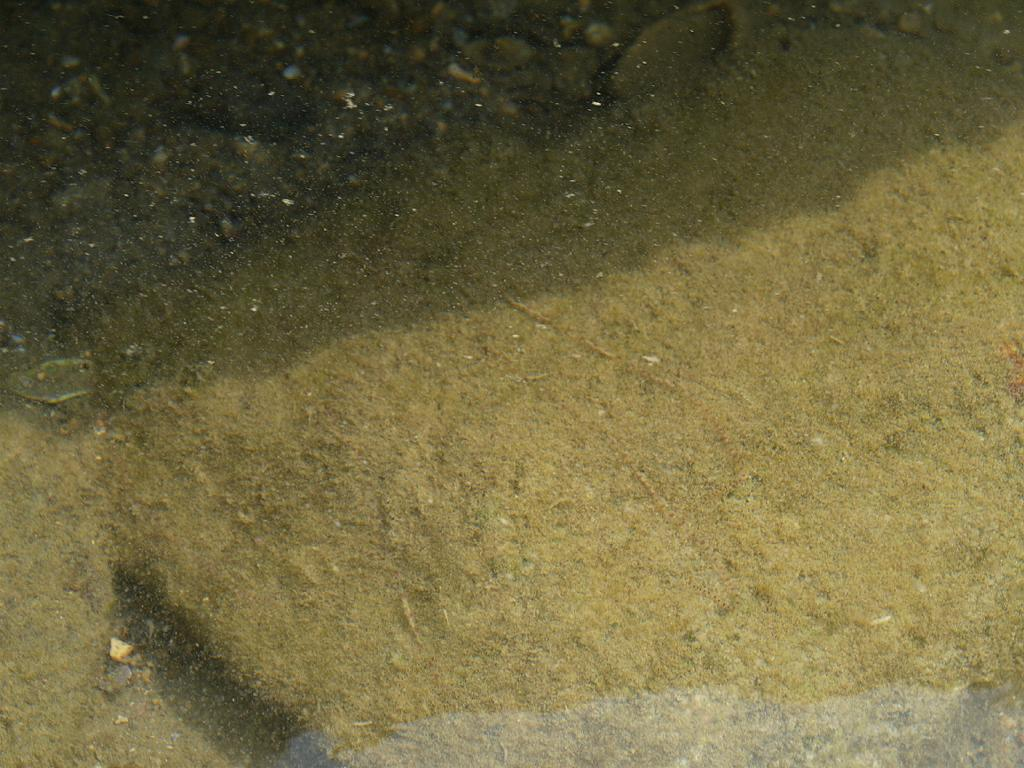
岩の表面に伸びる触手

## 分布
岩礁海岸や転石の多い海岸の潮間帯付近に生息し、日本では本州中部以南、国外ではさらにインドシナまで知られる。